# Világoscsőrű amarant
A világoscsőrű amarant (Lagonosticta landanae) a madarak osztályának a verébalakúak (Passeriformes) rendjébe, ezen belül a díszpintyfélék (Estrildidae) családjába tartozó faj.

## Rendszerezése
A fajt Richard Bowdler Sharpe angol ornitológus írta le 1890-ben.

## Előfordulása
Afrikában, Angola és a Kongói Demokratikus Köztársaság területén honos.

## Megjelenése
A hím tarkója, háta, szárnya szürkésbarna színű. Az alsó farokfedők, a farok fekete. A test többi része vörös. Az oldalán néhány fehér folt látható. Csőre sárgásbarna, az éleken fekete szegéllyel. A tojón kiterjedtebb és fakóbb a szürkésbarna szín. A test vörös színe fakópiros, hasa sárgáspiros.